# Histoire de Midi-Pyrénées
 (novembre 2009).
Si vous disposez d'ouvrages ou d'articles de référence ou si vous connaissez des sites web de qualité traitant du thème abordé ici, merci de compléter l'article en donnant les références utiles à sa vérifiabilité et en les liant à la section « Notes et références ».
| Guyenne : - Rouergue - Quercy - Agenais - Périgord | Gascogne : - Armagnac - Comminges - Bigorre - Condomois - Nébouzan - Rivière-Verdun | - Languedoc - Comté de Foix |

Carte de la région avec ses départements, montrant les pays et provinces qui existaient sur son territoire au XVIII.

Instituée sous la Ve République, la région Midi-Pyrénées est une ancienne région administrative française de huit départements méridionaux, centrée sur Toulouse qui en est la préfecture.

La région Midi-Pyrénées est à cheval sur les provinces de l'Ancien Régime du Languedoc (administré par l'intendant de Montpellier) et de la Gascogne (à Auch) - toutes deux sous le ressort du parlement de Toulouse - mais diffère quelque peu de ces provinces :
- Le Midi est amputé du Bas-Languedoc méditerranéen, d'où provenaient les influences et aspirations historiques de la région, ce qui entraîne une translation du rayonnement de l'antique Narbonnaise de Narbonne vers Toulouse.

- Les  Pyrénées sont amputées de Collioure, du Massif des Albères (qui ont donné le nom à la chaîne au travers de la Mythologie grecque, voir Pyrène, Hercule et Cerbère) et du Béarn (autrefois attaché aux états pyrénéens gascons de Foix, du Comminges, de la Bigorre et de l'Armagnac) de l'intrépide Gaston Fébus.

C'est le creuset le plus latin de la civilisation française. La persistance de l'imprégnation romaine, développée dans la culture dite occitane, visible dans le tracé des lacets antiques des cols pyrénéens du Tour de France aussi bien que dans les paysages des vignobles de Gaillac et de Cahors ou même dans l'anecdotique histoire du roquefort, connu déjà des Empereurs Romains : une fêta qui a mal tourné à la suite d'une histoire très romantique...

## Préhistoire
La mandibule de Montmaurin fut pendant un temps considérée comme le fossile humain français le plus ancien. Son âge a toutefois été revu à la baisse et est estimé aujourd'hui entre 190 000 et 240 000 ans avant le présent. Attribuée à une forme archaïque d'Homme de Néandertal, elle reste l'un des plus anciens fossiles humains découverts sur le territoire de Midi-Pyrénées.
Toutes les périodes de la Préhistoire sont présentes, depuis l'Acheuléen connu par de nombreux sites des terrasses de la Garonne et du Tarn. Le Paléolithique moyen est également bien représenté, dans le Quercy (Coudoulous, La Borde), en Aveyron (Le Rescoundudou) ou dans le piémont pyrénéen (Mauran, grotte du Noisetier, grottes de Montmaurin… - voir les sites moustériens des Pyrénées).
Le Paléolithique supérieur de la région compte un certain nombre de grottes ornées et de sites majeurs : Niaux, Le Mas-d'Azil, Pech-Merle, Gargas… L'énigmatique et troublante Vénus de Lespugue (environ 22 000 av. J.-C.), découverte en Haute-Garonne, traduit un degré de raffinement artistique très évolué. 

Le village d'Aurignac a également donné son nom à la culture préhistorique de l'Aurignacien.
La toponymie des noms de lieux laisse entrevoir des racines de langues parlées dans les Pyrénées et issues de ces civilisations préhistoriques ; ces traces subsistent peut être dans la mystérieuse langue basque : aux sources de la Garonne, le Val d'Aran, la vallée des vallées ! (du Basque haran : vallée), en est un exemple.

## Antiquité
La transition avec la période historique est difficile à décrire, les influences des différentes invasions se superposent et s'amalgament pour constituer le vieux fonds Gaulois. Le port de Collioure est l'exemple même de cet empilement d'influences : sa dénomination la plus ancienne, Pyrène (qui donna leur nom aux montagnes Pyrénées), était grecque, et elle fut ensuite modifiée par les Ibères. Ces derniers, venus d'Afrique du Nord fondèrent depuis Ibéria (Lérida) de nouvelles cités, comme Elimberris (Auch). On parlera de civilisation "Celtibère".
Des pièces grecques pré-romaines sont retrouvées jusqu'au pied des Pyrénées et témoignent de l'influence des Phocéens implantés à Agde et Leucate. Leurs ennemis, les Gaulois arvernes, devaient peupler le nord de la région.
Reste que d'une façon tout à fait inexpliquée le fonds commun de population prédominant est de type Ligures et semble se retrouver encore par imprégnation avec l'accent dit du Midi.
Dès le Ve siècle av. J.-C., des tribus celtes en provenance d'Europe centrale ou orientale, s'installent dans le nord de la région : Cadurques dans le Lot, Rutènes dans l'Aveyron et le Tarn.
Vers la fin du IIIe siècle av. J.-C., un peuple celte, les Volques, prend ses quartiers dans la région allant du Rhône à la Garonne, et des Cévennes aux Pyrénées, et l'on assiste alors à une première structuration du territoire. Ils ont pour capitales Toulouse et Nîmes. Dès le Ier siècle av. J.-C., ils pactisent avec les Romains ; Narbonne est créée pour pacifier la province et devient la capitale de la Narbonnaise. Toulouse (Tolosa, -125) et Saint-Bertrand-de-Comminges (Lugdunum convenarum, -72) sont urbanisées et deviennent de grands foyers de romanisation. Des cités très anciennes s'imposent dans l'administration romaine du territoire : Cahors, Auch, Eauze, Albi...
La région, comme le tiers de la Gaule, est christianisée par Saint Sernin (Saturnin) d'origine grecque, qui fut martyrisé à Toulouse en 250, traîné attaché à un taureau prévu pour un sacrifice païen. Le Capitole, l'église Notre-Dame du Taur et la basilique Saint-Sernin sont les monuments toulousains situés sur le parcours du supplice.
Au début du Ve siècle a lieu une invasion par les Vandales. Quelques années plus tard, les Wisigoths s'imposent, et les romains leur abandonnent la garde du territoire. Le Royaume wisigoth occupe bientôt le tiers sud de la Gaule, puis l'Espagne. Toulouse joue le rôle de capitale et vit ainsi un petit siècle d'or (le Ve siècle) ; subsiste de cette période légendaire le mythe de la reine Pédauque, qui aurait fait construire la basilique de la Daurade.
Contrairement à d'autres envahisseurs, les Wisigoths ne font pas table rase des institutions et promulguent la continuité du droit romain, le Bréviaire d'Alaric. La persistance du droit romain positif permettra la continuité d'un haut degré de civilisation. Le Languedoc bénéficiera ainsi d'un droit féodal atténué qui permettra l'émergence d'une bourgeoisie de Cité.
Au XVIe siècle, le toulousain Cujas enseignera avec éloquence ce vieux fil de droit romain.
Cependant les Wisigoths sont adeptes d'une hérésie orientale dite d'Arius, qui développe un christianisme remettant en cause la nature divine du Christ.
Cette hérésie conduira Clovis, au VIe siècle, à fédérer les Francs pour annexer la région. S'ensuit alors une longue période trouble au cours de laquelle la région est dispersée : Septimanie autour de Narbonne, encore sous domination Wisigothe puis Maure en 719, et Novempopulanie en Gascogne.

## Moyen Âge
En 778, en vue de fédérer la reconquête hispanique, Charlemagne crée le royaume d'Aquitaine, englobant tout le sud du Rhône à l'Atlantique, avec pour capitale Toulouse. Il le léguera à un de ses fils, Louis Ier dit le Pieux (778-†840), roi d'Aquitaine (781-814), empereur d'Occident (814-840)(on parle alors de Francie occidentale). L'administration de cet immense territoire est confiée aux Comtes de Toulouse.
Dès lors, la dynastie des Comtes de Toulouse n'aura de cesse que de repousser les Maures, et reconquérir les territoires pour reconstituer une Narbonnaise. De cette compétition féodale naîtra le Languedoc, de la Garonne au Rhône, de Toulouse à Saint-Gilles.
Raymond IV dit Raimond de Saint Gilles (1042-1115) atteindra par mariage l'objectif en agrandissant son état au comté de Rouergue, de Nîmes, de Narbonne, du Gévaudan, d'Agde, de Béziers et d'Uzès. Il sera un des principaux acteurs de la première croisade en prenant part à la prise de Jérusalem en 1099, et il fondera le royaume de Tripoli (Liban) en 1102.
De ce contact avec l'orient naîtra une véritable civilisation, dite aujourd'hui Occitane, des troubadours, de l'Amour courtois... (voir Occitanie).
Ce foisonnement va laisser apparaître l'hérésie Cathare, à laquelle on pourrait reprocher la subversion du dualisme chrétien qu'elle préconise, opposant esprit et matière.

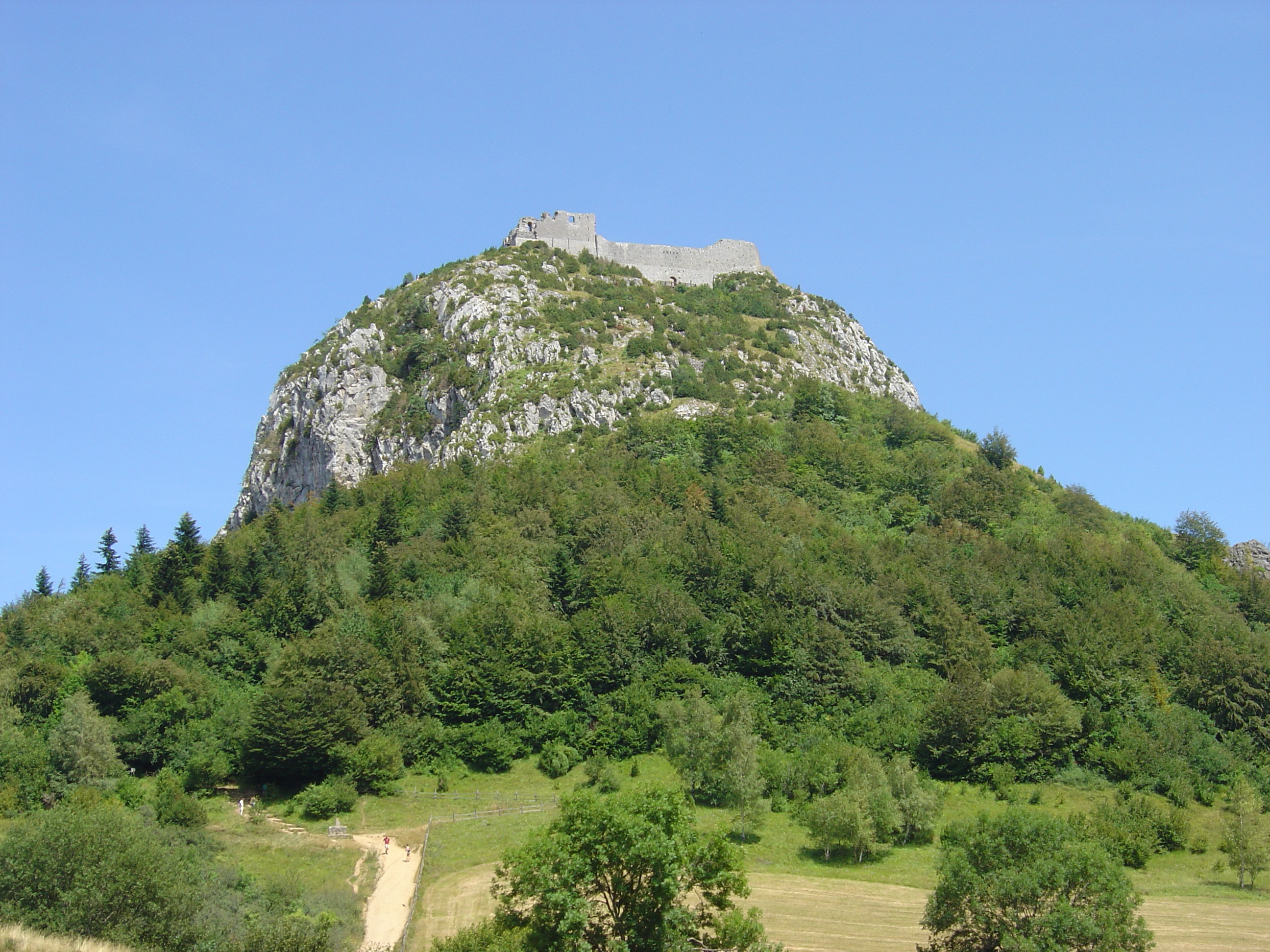
Le château de Montségur dominant le village

À partir du XIIe siècle, l'église catholique réprime violemment les Cathares. L'ordre mendiant des frères prêcheurs est créé à Toulouse par Saint Dominique, pour donner l'exemple d'une nouvelle foi. Afin de témoigner de cette renaissance, les reliques du théologien Saint Thomas d'Aquin sont exposées à Toulouse en l'église des Jacobins, magnifique témoignage d'architecture gothique languedocienne. L'hérésie sert de prétexte au Roi de France pour annexer les régions méridionales en déclenchant la croisade des Albigeois (1208-1229) :
- La  bataille de Muret a lieu le 12 septembre 1213.
- Toulouse est assiégé par Simon IV de Montfort et prise en 1215.
- Le dernier foyer cathare, Montségur, tombe en 1244.

En 1222 création de la première bastide de Cordes, et en 1229 création de l'université de Toulouse.
En 1229, Alphonse de Poitiers – fils de Louis VIII et frère de Louis IX, roi de France – hérite du comté de Toulouse en se mariant avec Jeanne, la fille du Comte de Toulouse Raymond VII. En 1271 le comté de Toulouse est adjoint à la couronne. À la mort de Jeanne, sans enfant, la région est administrée pour le compte du roi de France par trois sénauchées : Toulouse, Carcassonne et Beaucaire.
De là naît le Languedoc royal, qui va persister jusqu'à la Révolution française, conservant ses coutumes, sa langue et une administration spécifique. Le Languedoc, une des premières grandes provinces rattachée à la couronne, perd alors son autonomie, mais va profondément influencer par sa culture latine une Ile de France royale encore marquée par ses dynasties de Francs germaniques. La province restera toujours garante de la cohésion du territoire royal, dans les périodes les plus troubles comme la guerre de Cent Ans au cours de laquelle elle repoussera la domination anglaise en Aquitaine, tout comme devant les pressions de l'Empire Romain Germanique sur les rives du Rhône, qu'elle contiendra.
1277 : la construction de la cathédrale d'Albi débute.
Si le XIIIe siècle fut opulent et porteur d'une expansion démographique, le siècle suivant se caractérise par un fort recul démographique dû à la grande famine des années 1310, initiée ou amplifiée par les prémices du Petit Âge glaciaire, puis la peste noire dans les années 1340 avant que ne survienne la guerre de Cent ans avec la terrible chevauchée du Prince noir en 1355, complétée par des pillages ponctuels commis par des Routiers.
1443 : création du Parlement de Toulouse, qui a compétence juridique sur l'étendue des régions actuelles de Midi-Pyrénées plus le Languedoc, l'Ardèche et Le Puy-en-Velay. Une immense région Midi en quelque sorte.

## Époque moderne
1543 : construction du pont neuf de Toulouse.
1555 : construction à Toulouse de l'hôtel d'Assezat. Architecte Nicolas Bachelier. Les trois ordres classique de l'architecture Renaissance.
XVIe siècle : le pastel, les Huguenots...
1601-1665 : Fermat, conseiller au parlement de Toulouse, mathématicien.
1610-1673 : d'Artagnan, Mousquetaire du roi.
1647-1706 : Pierre Bayle, philosophe émigré.

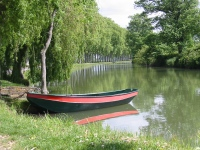
Canal du Midi, au sud de Toulouse.

1666-1688 : creusement du canal du Midi, canal royal du Languedoc, reliant Toulouse à Sète, classé au patrimoine mondial de l'UNESCO, construit par Pierre-Paul Riquet (Bézier 1604 Toulouse 1680).
L'expression Midi devait ravir le Roi Soleil pour désigner suivant le méridien de Paris la province du Languedoc où le soleil est au zénith quand il est midi à Paris comme à Versailles.
1741-1788 : La Pérouse, Albi, navigateur explorateur.
1762 : l'affaire Calas, Voltaire...
1790-1791 : suppression des parlements, création des départements.
1748-1793 : Marie Gouze, plus connue sous le nom d'Olympe de Gouges, Montauban, féministe victime de la terreur.
1772-1840 : Jean-Étienne Esquirol, médecin aliéniste, humaniste.
1769-1851 : Nicolas Jean-de-Dieu Soult, Saint Amans-Soult, maréchal d'empire
1769-1809 : Jean Lannes, Lectoure, maréchal d’empire
1780-1867 : Jean-Auguste-Dominique Ingres, Montauban, peintre.
1811-1872 : Théophile Gautier, Tarbes, écrivain.
1856 : Gare Matabiau, Toulouse.
1844-1879 : Sainte Bernadette, Lourdes.
1835-1921 : Émile Combes, dit le petit père Combes, Roquecourbe, homme politique (loi sur la séparation de l'église et de l'état)
1845-1924 : Gabriel Fauré, Pamiers, compositeur musicien.
1838-1882 : Léon Gambetta, Cahors.
1859-1914 : Jean Jaurès, Castres.
1870 : La dépêche de Toulouse, La Dépêche du Midi, le républicanisme.
1861-1929 : Antoine Bourdelle, sculpteur, Montauban.
1864-1901 : Henri de Toulouse-Lautrec, Albi, peintre.
1872-1921 : Déodat de Séverac, compositeur, musicien.
1854-1941 : Paul Sabatier, (Carcassonne Toulouse), prix Nobel de chimie 1912.
1841-1925 : Clément Ader, (Muret Toulouse), Eole. "L'avion".
1914-1918 : Les trois maréchaux d'attache pyrénéenne, Foch, Joffre et Galliéni.
1883-1943 : Pierre-Georges Latécoère: la construction aéronautique à Montaudran.
1919/1929 : La ligne/l'Aéropostale: Saint-Exupéry, Mermoz, Didier Daurat...
1863-1937 : Gaston Doumergue Président de la République 1924–1931, un Gardois cher aux habitants de Tournefeuille.
1870-1956 : Monseigneur Jules Saliège, cardinal archevêque de Toulouse.
1884-1966 : Vincent Auriol, Président de la République 1947–1954.
1888-1961 : Paul Ramadier, 1er Président du conseil de la IVe République. Député Maire de Decazeville.
1955 : Caravelle, premier vol, « l'avion à réaction civil français ».

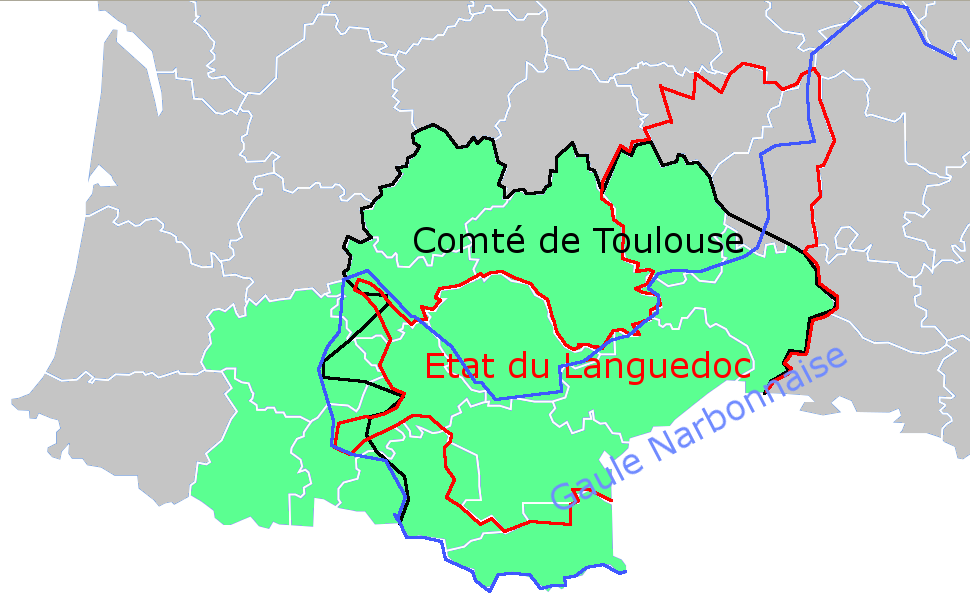
Carte illustrant la fusion de Languedoc-Roussillon et de Midi-Pyrénées et la correspondance avec les territoires historiques.

1968 : création par le général de Gaulle du Centre national d'études spatiales  (CNES) à Toulouse. L'industrie spatiale.
1969 : Concorde, premier vol, « l'avion supersonique civil ».
1970 : Airbus, 18 décembre création du GIE Franco Germanique Airbus
1972 : Airbus A300, premier vol
1989 : Découverte de la grotte de Bruniquel.
2001 : Explosion 21-09-01 « Catastrophe de l'usine AZF de Toulouse »  
2004 : Inauguration du Viaduc de Millau, le pont le plus haut du monde
2005 : Airbus A380, premier vol, « le plus gros avion civil passagers ».
2012 : Fusillades de 2012 en Midi-Pyrénées.
2016 : Fusion avec la région Languedoc-Roussillon et création de la région Languedoc-Roussillon-Midi-Pyrénées.